# IC 1369
IC 1369 — галактика типу I1m () у сузір'ї Либідь.
Цей об'єкт міститься в оригінальній редакції індексного каталогу.